# Christian Friis Møller
Christian Friis Møller (1713-1792) var en hemmelig agent og ven af Emanuel Swedenborg. 
Christian Friis Møller studeret teologi ved Københavns Universitet fra 1727 til 1732, men gjorde aldrig præstetjeneste, da han begyndte at tvivle.
En oktoberdag 1742 indtraf en begivenhed, der ændrede hans liv: Han overhørte en dæmpet samtale i en vinduesniche mellem preussiske og saksiske diplomater, der omtalte en hemmelig traktat. Via sin husvært og ven, Andreas Lowson Bentzon, fik Friis sendt besked til hoffet, hvor man dog ikke tog ham alvorligt. Det gjorde man først to måneder efter, da det viste sig at være sandt, og Friis blev prompte hyret som hemmelig politisk agent.
I 1749 blev han adlet af kong Frederik V for sin tjeneste. Det var ved denne anledning, at han overtog navnet "de Tuksen". I 1755 blev han sendt til Rusland som ambassadør. I 1765 overtog han kommandoen af Kronborg Slot i Helsingør. Han møder Emanuel Swedenborg i 1768 og derefter blev han en meget trofast læser af Swedenborgs skrifter.

## Eksterne kilder og henvisninger
- Slægten Tuxen
- Acton Alfred, The Letters and Memorials of Emanuel Swedenborg, Swedenborg Scientific Association, Bryn Athyn Pennsylvania 1955. Bind 2 side 716.